# Aubrey Powell (designer)
Pour les articles homonymes, voir Aubrey Powell et Powell.
Aubrey Powell (né le 23 septembre 1946) est un graphiste britannique mieux connu pour avoir cofondé la société de conception de pochettes d'album Hipgnosis avec Storm Thorgerson en 1967. L'entreprise fonctionne avec succès pendant 15 ans jusqu'en 1982. Hipgnosis crée certaines des couvertures de disques les plus innovantes et surréalistes des années 1960, 1970 et 1980 pour de nombreux groupes de rock les plus célèbres de l'époque, notamment Pink Floyd, Led Zeppelin, Paul McCartney, Yes, Genesis, 10cc, Peter Gabriel, Bad Company, Emerson, Lake & Palmer, Scorpions, Styx, Syd Barrett et Black Sabbath. Hipgnosis a été nommé cinq fois aux Grammy Awards.

## Jeunesse
Powell est né à Sussex. Ses parents vivent à l'étranger pendant une grande partie de sa jeunesse et il fréquente la Kings School à Ely dans le Cambridgeshire. À la sortie de l'école, il occupe plusieurs postes, dont celui de conducteur de bus, de serveur, de poseur de fenêtre et de commis à la Bourse de Londres et il étudie à la London School of Film Technique. Il rencontre Storm Thorgerson et les membres de Pink Floyd à Cambridge et noue des amitiés et des relations de travail à vie. 

## Carrière
En 1965, il obtient un emploi à Londres en tant que scénographe adjoint de Nick Pemberton, créant des décors pour la série télévisée Z-Cars, le Dr Finlay's Casebook et Emergency Ward 10 . Il partage un appartement avec Storm Thorgerson où ils conçoivent l'idée de Hipgnosis, et en 1968, ils produisent leur première pochette d'album pour A Saucerful of Secrets de Pink Floyd. Un studio est acquis au 6, rue Denmark à Soho et Hipgnosis prospère comme l'une des sociétés de design photo les plus connues de l'époque. Au début des années 1980, Hipgnosis se diversifie dans la publicité, la conception et la production de campagnes pour Peugeot, Kronenbourg 1664, Levi Jeans, Volvo, Gillette, Stella Artois, Rank Xerox et The Beatles . 
Passant de la conception de photos à des images animées, Powell, Thorgerson et Peter Christopherson lancent Greenback Films en 1982, filmant des clips pour bon nombre de leurs clients existants et nouveaux, notamment Big Log pour Robert Plant, Wherever I Lay My Hat pour Paul Young, Owner of a Lonely Heart pour Yes et Blue Light pour David Gilmour. Le trio écrit, produit et réalise trois longs métrages: Incident at Channel Q avec Al Corley (Sony), Train of Thought avec Yumi Matsutoya (Toshiba EMI) et Now Voyager avec Michael Hordern et Barry Gibb (Universal). Greenback Films ferme ses portes en 1984. 
Aubrey Powell forme Aubrey Powell Productions en 1985 avec Peter Christopherson et le producteur Fiz Oliver, tournant des clips, des longs métrages musicaux et des publicités télévisées. Leurs travaux incluent Coca-Cola (avec Robert Plant), Miller Lite (avec Randy Quaid et The Who), Budweiser, Nissan, Pan Am, Grolsch, Bristol & West (avec Joan Collins) et Le Jardin de Max Factor (avec Jane Seymour). 
Depuis 1982, Aubrey Powell est impliqué dans la réalisation de films, d'abord en tant que producteur et scénariste, puis en tant que réalisateur. En 2011, il réalise un documentaire The Bull Runners of Pamplona qui prend deux ans à réaliser et est tourné en HD et en 3D. Le film remporte le prix du meilleur film documentaire 2012 au New Jersey Film Festival. En 2012, il dirige Eric Idle, Russell Brand, Eddie Izzard, Billy Connolly, Tracey Ullman et Jane Leeves dans un film inspiré de la pièce d'Eric Idle What About Dick?
En 1989, Powell est nommé directeur créatif de The Paul McCartney World Tour, concevant le décor, le mur vidéo et les images filmées. Pendant son mandat, il réalise le documentaire From Rio to Liverpool pour Channel 4 et le long métrage Get Back, co-réalisé avec Richard Lester. Pour la tournée The New World Tour de Paul McCartney en 1993, il a de nouveau conçu la mise en scène visuelle et réalisé un autre documentaire Movin 'On, et pour Fox Network a dirigé le concert Live in the New World de McCartney, remportant le CableACE Award et une nomination pour la Golden Rose of Montreux . 
Depuis 1994, date à laquelle il crée Hipgnosis Ltd, Aubrey Powell réalise des documentaires, des tournages multi-caméras en direct et des films d'entreprise. 
Le 6 janvier 2013, Powell apparaît sur les Sounds of the Seventies de la BBC Radio 2 avec Johnny Walker, partageant ses souvenirs de la création d'album pour de nombreux actes célèbres et comment l'arrivée des Sex Pistols a marqué un changement radical dans la conception de la pochette du disque. 
Il est retourné à la conception de la couverture de l'album pour Pink Floyd pour le coffret du 20e anniversaire de The Division Bell ainsi que pour superviser les illustrations du dernier album de Pink Floyd The Endless River et superviser la couverture de l'album solo de David Gilmour, membre de Pink Floyd, Rattle That Lock. Powell a également contribué à la réédition 2019 du film de concert de Pink Floyd de 1989, Delicate Sound of Thunder . 